# Witim (Fahrzeug)
Die Witim-Fahrzeugfamilie (russisch Витим) ist ein gepanzertes Mehrzweckfahrzeug für zwei bis sechs Personen. Produziert wird es vom belarussischen Rüstungsherstellers Minotor-Service, der es seit Mitte der 2010er-Jahre eigenständig entwickelte.
Der amphibische Witim ist für militärische Patrouillen- und Feuerwehreinsätze entwickelt worden.

## Technik
Das zweiachsige Allrad-Basisfahrzeug (4×4) Witim verfügt über einen Rumpf aus geschweißten Panzerplatten, der gemäß STANAG 4569 Level 2 Schutz gegen 7,62-mm-Beschuss bietet, während die Rumpfpanzerung die Besatzung wirkungsvoll vor Handgranaten (Referenz sowjetische F-1) sowie vor improvisierten Sprengkörpern (IEDs) mit einer Explosionswirkung entsprechend 0,5 kg TNT schützt.
Das Fahrzeugbesatzung umfasst in jeder Variante zwei Personen. Die 4×4-Basisversion kann bis zu vier voll ausgerüstete Soldaten aufnehmen und hat ein Eigengewicht von 6,0 Tonnen bei einer maximalen Nutzlast von 1000 kg und eine Bodenfreiheit von 430 mm.
Ein JaMZ-Turbodieselmotor mit einer Leistung von 215 PS, gekoppelt mit einem mechanischen Fünfganggetriebe, ermöglicht es dem Fahrzeug, eine maximale Fahrgeschwindigkeit von 125 km/h und eine Reichweite von 800 km zu erreichen. Er ist auch in der Lage, mit einer Geschwindigkeit von 5 km/h zu schwimmen.

## Varianten

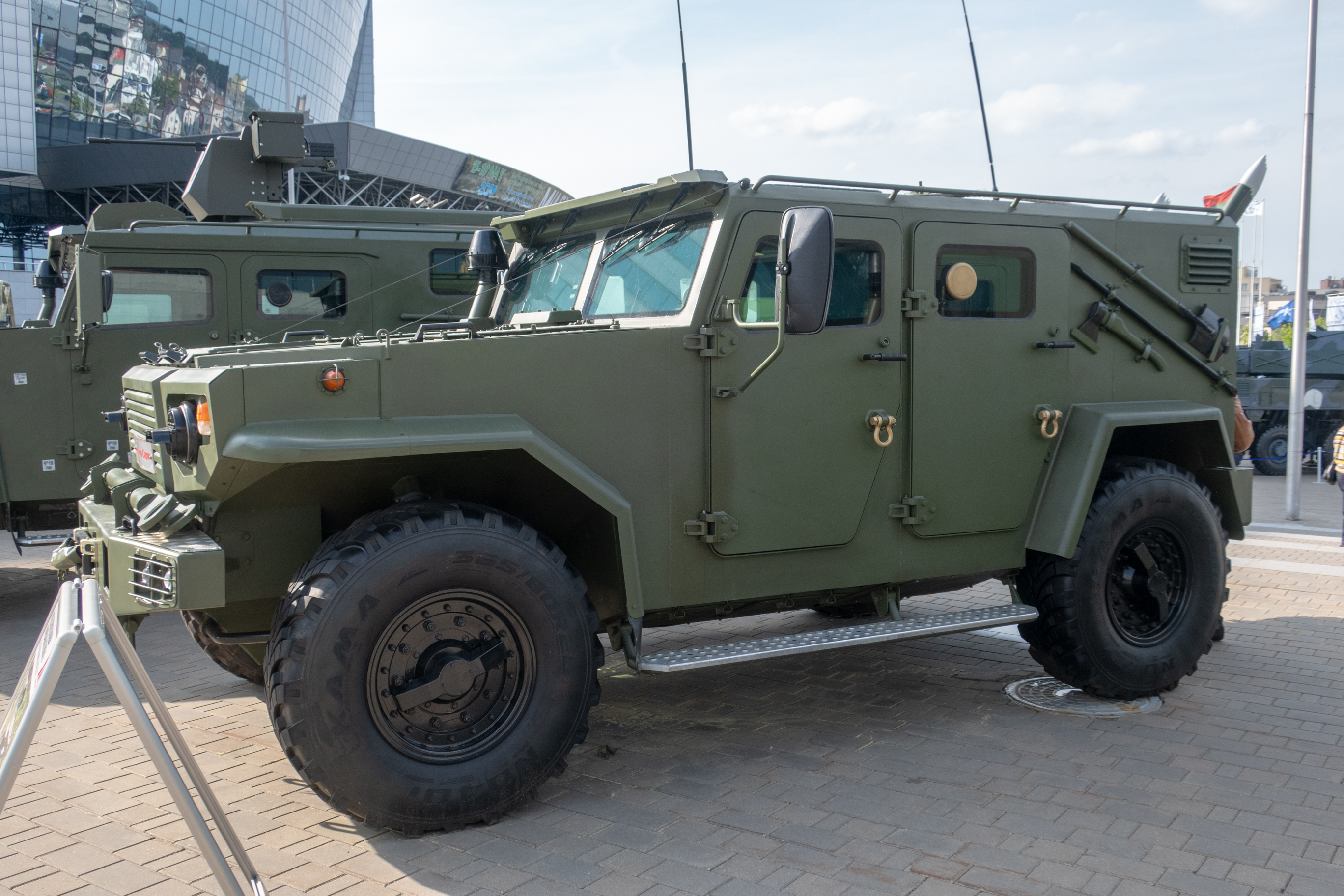
Witim 4x4

- Witim: Basisversion mit der Radformel 4×4.
- Witim 668240: Um 1,14 Meter verlängerte Logistik-Version mit der Radformel 6×6. Die vier Passagiersitze des Basismodells wurden durch einen offenen Frachtraum ersetzt, der durch eine Planenhaube abgedeckt werden kann. Diese Variante hat ein Eigengewicht von 7,5 Tonnen und eine Nutzlast von 3,5 Tonnen, wobei die anderen Spezifikationen mit dem Basismodell identisch sind.
- TZM-2A6M4: Munitionsversorgungsfahrzeug für den Flugabwehrpanzer ZSU-23-4M4. Diese Variante basiert weitestgehend auf den Vitim 668240.